# جود بلینگام
جود ویکتور ویلیام بلینگام (انگلیسی: Jude Victor William Bellingham؛ زادهٔ ۲۹ ژوئن ۲۰۰۳) بازیکن فوتبال اهل انگلستان است که برای رئال مادرید و تیم ملی فوتبال انگلستان بازی می‌کند. بلینگام به حرکات تکنیکی، بازی‌سازی، دقت پاس، شوت‌زنی و مهارت‌های تهاجمی شهرت دارد. وی برنده جوایز کوپا و پسرطلایی در سال ۲۰۲۳ شد.
بلینگهام به عنوان یک بازیکن زیر ۸ سال به باشگاه فوتبال بیرمنگام سیتی پیوست، زمانی که در اوت ۲۰۱۹ اولین بازی خود را برای بزرگسالان انجام داد و با ۱۶ سال و ۳۸ روز سن، جوانترین بازیکن تاریخ باشگاه شد و به‌طور منظم در طول فصل ۲۰۱۸–۲۰۱۹ بازی کرد. او در ژوئیه ۲۰۲۰ به بروسیا دورتموند پیوست و در اولین بازی رقابتی خود جوانترین گلزن تاریخ آن‌ها شد. در طول سه فصل با این باشگاه، او ۱۳۲ بازی انجام داد. او یکی از اعضای کلیدی دورتموند بود و به آن‌ها کمک کرد تا در فصل ۲۰۲۲–۲۰۲۳ به عنوان نایب قهرمان بوندس‌لیگا و قهرمان جام حذفی فوتبال آلمان پایان دهند. او در ژوئن ۲۰۲۳ به رئال مادرید پیوست.
او نماینده انگلستان در سطوح زیر ۱۵، زیر ۱۶، زیر ۱۷ و زیر ۲۱ سال بود. او اولین بازی خود را برای تیم ملی بزرگسالان در نوامبر ۲۰۲۰ انجام داد و نماینده کشورش در جام ملت‌های اروپا ۲۰۲۰، جام جهانی فوتبال ۲۰۲۲ و جام ملت‌های اروپا ۲۰۲۴ بود.
همچنین برادر او جوب بلینگهام فوتبالیست بوده و در تیم دورتموند مشغول به بازی است.
Jude bellingham

## اوایل زندگی
جود ویکتور ویلیام بلینگام در ۲۹ ژوئن ۲۰۰۳ در استاوربریج واقع در کلان‌شهر مستقل دادلی در میدلندز غربی به دنیا آمد. او پسر ارشد دنیز و مارک بلینگام است. پدرش مارک تا سال ۲۰۲۲، یک گروهبان در پلیس وست میدلندز و یک گلزن حرفه‌ای در فوتبال غیر لیگ بود. برادر کوچکتر بلینگام، جوب نیز یک فوتبالیست است. بلینگام در یک مدرسه ابتدایی در اجباستون، بیرمنگام حضور داشت.

## دوران باشگاهی

### بیرمنگام سیتی
بلینگهام پس از بازی برای تیم نوجوانان استوربریج، در سن ۸ سالگی به بیرمنگام سیتی پیوست. او در ۱۴ سالگی برای تیم زیر ۱۸ سال آنها بازی کرد و اولین بازی خود را برای تیم زیر ۲۳ سال آنها در سن ۱۵ سالگی، در ۱۵ اکتبر ۲۰۱۸ در بازی خارج از خانه مقابل تیم زیر ۲۳ سال ناتینگهام فارست انجام داد. او که پس از یک ساعت وارد بازی شد، تنها گل خود را در دقیقه ۸۷ به ثمر رساند «پس از فشار کایل مک‌فارلین روی دروازه‌بان که توپ را به مسیر خود منحرف کرد، با حرکت به داخل زمین توپ را از روی خط دروازه عبور داد.» تا مارس ۲۰۱۹، او در ده بازی تیم سه گل به ثمر رسانده بود، در فهرست «۵۰ نوجوان هیجان‌انگیز فوتبال انگلیس» از مجله فورفورتو قرار گرفته بود و مورد توجه باشگاه‌های بزرگ اروپایی قرار گرفته بود. او به تدریج در حالی که هنوز یک دانش‌آموز بود با محیط تیم اصلی آشنا شد، او به طور فزاینده‌ای با تیم‌های ارشد تمرین می‌کرد، در روز مسابقه آنها را برای مشاهده همراهی می‌کرد، و به عنوان "نفر نوزدهم" برای یک مسابقه قهرمانی در ماه مارس سفر کرد. 
بلینگهام بورسیه دو ساله بیرمنگام سیتی را برای شروع در ژوئیه ۲۰۱۹ دریافت کرد. او بخشی از اردوی تمرینی تیم اصلی در پرتغال بود، در بازی‌های دوستانه پیش‌فصل بازی کرد و گل زد و شماره ۲۲ تیم برای فصل ۲۰۱۹-۲۰۲۰ به او داده شد. در ۶ آگوست، وقتی او در دور اول جام اتحادیه مقابل پورتسموث بازی کرد، بلینگهام به جوان‌ترین بازیکن تیم اصلی تاریخ بیرمنگام سیتی تبدیل شد. او با ۱۶ سال و ۳۸ روز، رکورد ترور فرانسیس در سال ۱۹۷۰ را ۱۰۱ روز کاهش داد. او در شکست ۳-۰، ۸۰ دقیقه بازی کرد و به عنوان بهترین بازیکن مسابقه از نظر بیرمنگام میل انتخاب شد. او اولین بازی خود در لیگ فوتبال را ۱۹ روز بعد، به عنوان بازیکن تعویضی در نیمه دوم در شکست ۳-۰ خارج از خانه مقابل سوانسی سیتی و اولین بازی خانگی خود را در ۳۱ آگوست مقابل استوک سیتی انجام داد. بلینگهام پس از نیم ساعت به جای جفرسون مونترو مصدوم، گل پیروزی را به ثمر رساند - البته با یک تغییر مسیر سخاوتمندانه - و بیرمنگام با ۱۶ سال و ۶۳ روز سن، جوانترین گلزن آنها شد. او دو هفته بعد در بازی بعدی، در زمین چارلتون اتلتیک، در ترکیب اصلی قرار گرفت و تنها گل کریم مرابتی را از روی ضربه کات بک به ثمر رساند. 
بلینگهام به عنوان بازیکن ثابت در ترکیب اصلی روز مسابقه، گاهی اوقات به عنوان بازیکن تعویضی اما عمدتاً در ترکیب اصلی، به بازی ادامه داد. او به راحتی در جناح چپ به تیم منتقل شد، به هافبک میانی منتقل شد "جایی که می‌توانست اعتماد به نفس بیشتری کسب کند" و سپس وقتی کادر فنی مطمئن شد که او می‌تواند از پس مسئولیت برآید، "در نقشی پیشرفته‌تر" مورد استفاده قرار گرفت. 
او بازیکن جوان ماه نوامبر ۲۰۱۹ لیگ برتر انگلیس بود. به گفته پپ کلوتت، سرمربی تیم، بلینگهام خودش "در خط میانی احساس راحتی بیشتری می‌کند و وقتی می‌تواند به محوطه جریمه حریف نزدیک‌تر شود، راحت‌تر است.
بلینگهام در ژانویه ۲۰۲۰ با انتقال به باشگاه‌های بزرگ متعددی مرتبط بود؛ در روز آخر نقل و انتقالات، گزارش شد که بیرمنگام پیشنهاد ۲۰ میلیون پوندی منچستر یونایتد را رد کرده است. بلینگهام به عنوان بازیکن ثابت تیم اصلی به بازی ادامه داد و تا زمانی که فصل به دلیل همه‌گیری کووید-۱۹ به حالت تعلیق درآمد، او ۳۲ بازی در لیگ انجام داده بود. او پس از از سرگیری فصل پشت درهای بسته، همچنان بخش جدایی‌ناپذیری از تیم باقی ماند و گل تساوی دیرهنگام لوکاس جوتکیویچ را مقابل چارلتون اتلتیک ساخت که باعث شد جایگاه بیرمنگام در لیگ با وجود دو بازی باقی‌مانده، کمتر متزلزل شود. او فصل را با چهار گل از ۴۴ بازی در تمام رقابت‌ها، ۴۱ گل در لیگ، به پایان رساند، زیرا بیرمنگام با وجود شکست در آخرین بازی فصل، از سقوط نجات یافت. به پاس قدردانی از دستاوردهای بلینگهام در چنین مدت کوتاهی با تیم اصلی، باشگاه اعلام کرد که پیراهن شماره ۲۲ او را بازنشسته خواهد کرد، «برای یادآوری یکی از بازیکنان خودمان و الهام بخشیدن به دیگران». در مراسم اهدای جوایز EFL، او هم به عنوان شاگرد سال مسابقات قهرمانی و هم به عنوان بازیکن جوان فصل EFL انتخاب شد.

### بوروسیا دورتموند
واضح بود که بلینگهام بیرمنگام را ترک خواهد کرد و گزارش شده بود که او و پدرش از چندین باشگاه بزرگ بازدید کرده‌اند که از بین آنها منچستر یونایتد و بوروسیا دورتموند، مورد علاقه‌ترین‌ها بودند. بلینگهام که تحت تأثیر سابقه دورتموند در گنجاندن بازیکنان جوان به عنوان بازیکنان ثابت در تیم اصلی قرار گرفته بود، همانطور که امثال جیدون سانچو گواه آن هستند، ظاهراً این باشگاه را به عنوان مقصد خود انتخاب کرد. او برای انجام تست پزشکی به آلمان پرواز کرد و این انتقال در ۲۰ ژوئیه ۲۰۲۰ تأیید شد. بلینگهام قرار بود پس از آخرین بازی فصل بیرمنگام به این تیم بپیوندد. اسکای اسپورتس مبلغ اولیه فاش نشده را ۲۵ میلیون پوند دانست که او را به گران‌ترین بازیکن ۱۷ ساله تاریخ تبدیل می‌کند - به علاوه "چندین میلیون پوند دیگر" بسته به معیارهای مرتبط با عملکرد او اختصاص یافت.

### ۲۰۲۰-۲۰۲۱: نقل و انتقالات و دستاوردهای رکوردشکن
بلینگهام اولین بازی خود را در ۱۴ سپتامبر ۲۰۲۰ انجام داد و در اولین بازی فصل ۲۰۲۰-۲۰۲۱ در برابر تیم دسته سومی ام‌اس‌وی دویسبورگ در جام حذفی آلمان (DFB-Pokal) با ۱۷ سال و ۷۷ روز سن، در ترکیب اصلی قرار گرفت. پس از نیم ساعت، او گل دوم را در پیروزی ۵-۰ به ثمر رساند و به جوان‌ترین گلزن باشگاه در جام حذفی آلمان تبدیل شد و شش روز از رکورد جیووانی رینا و همچنین جوان‌ترین گلزن آنها در هر مسابقه رقابتی فاصله گرفت و رکورد نوری شاهین را پنج روز شکست. پنج روز بعد، او اولین بازی خود در لیگ را با پاس گل گل اول رینا در پیروزی ۳-۰ مقابل بروسیا مونشن گلادباخ رقم زد و به عنوان بازیکن تازه‌کار ماه سپتامبر بوندس‌لیگا انتخاب شد. 
وقتی بلینگهام در ۲۰ اکتبر در مرحله گروهی با لاتزیو روبرو شد، با ۱۷ سال و ۱۱۳ روز سن، جوان‌ترین بازیکن انگلیسی شد که در یک بازی لیگ قهرمانان اروپا در ترکیب اصلی قرار گرفت و رکورد فیل فودن را شکست.
در سه ماه اول فصل، بلینگهام در تمام رقابت‌ها بازیکن ثابت بود، با شش بازی در ترکیب اصلی و هفت بازی به عنوان بازیکن تعویضی در بوندس‌لیگا و همچنین چهار بازی در ترکیب اصلی لیگ قهرمانان اروپا بود. او دو بازی اول سال ۲۰۲۱ را به دلیل مصدومیت پا از دست داد، اما به عنوان یک بازیکن ثابت به میدان بازگشت. او اولین گل بوندس‌لیگایی خود را در اوایل نیمه دوم پیروزی ۳-۲ رینا مقابل اشتوتگارت به ثمر رساند. اولین گل او در لیگ قهرمانان اروپا چهار روز بعد مقابل منچستر سیتی در بازی برگشت یک چهارم نهایی به ثمر رسید، اما دورتموند نتوانست برتری گل زده خود را حفظ کند. بلینگهام در پیروزی ۴-۱ دورتموند مقابل لایپزیگ در فینال جام حذفی آلمان ۲۰۲۱ در ترکیب اصلی بود او در نیمه اول کارت زرد گرفت و در حالی که تیمش ۳-۰ پیش بود، در نیمه اول با تورگان هازارد جایگزین شد. او فصل را با ۲۹ بازی و یک گل در بوندس‌لیگا، ۴۶ بازی و چهار گل در تمام رقابت‌ها به پایان رساند و توسط هم‌تیمی‌هایش به عنوان تازه‌وارد فصل انتخاب شد. بلینگهام در جایزه کوپا ۲۰۲۱ که به بهترین بازیکن مرد زیر ۲۱ سال جهان با رأی برندگان قبلی توپ طلا اهدا می‌شود، پس از پدری از بارسلونا نایب قهرمان شد.
```
=== ۲۰۲۱۲۲۰۲۳: بازیکن فصل بوندسلیگا و نایب قهرمان لیگ ===
```

در ۴ دسامبر ۲۰۲۱، بلینگهام در بازی کلاسیکر مقابل بایرن مونیخ بازی کرد. او پاس گل هر دو گل دورتموند را داد اما بایرن با پنالتی دقیقه ۷۷ که پس از دخالت طولانی VAR اعلام شد، بازی را ۳-۲ برد. پیش از این در این بازی، دو درخواست تجدیدنظر برای پنالتی دورتموند توسط داور فلیکس زوایر رد شد و او از بررسی هر دو خودداری کرد. بلینگهام بلافاصله پس از مسابقه به صورت زنده با Viaplay مصاحبه کرد و از تصمیمات زوایر انتقاد کرد و به نقش خود در رسوایی تبانی فوتبال آلمان در سال ۲۰۰۵ اشاره کرد و گفت: «شما به داوری که قبلاً در یک مسابقه تبانی کرده است، بزرگترین بازی آلمان را می‌دهید. چه انتظاری دارید؟» اتحادیه فوتبال آلمان (DFB) به بلینگهام نامه نوشت و از او خواست تا نظراتش را فوراً بیان کند و او ۴۰۰۰۰ یورو جریمه شد.
در ۲۲ اکتبر ۲۰۲۲، بلینگهام در شکست ۵-۰ اشتوتگارت دو گل زد که بوروسیا دورتموند را به جمع چهار تیم برتر رساند. گل اول او از یک حمله سریع که هم او شروع کننده و هم به پایان رساننده بود، دروازه را باز کرد، و گل دوم او با یک شوت ماهرانه منحنی در اوایل نیمه دوم بود. در روز پایانی فصل بوندس لیگا، دورتموند برای تضمین قهرمانی لیگ باید ماینتس را شکست می‌داد. بلینگهام به دلیل مصدومیت زانو روی نیمکت بود و بلااستفاده ماند. دورتموند پس از عقب افتادن ۲-۰ موفق به تساوی شد، اما گل پیروزی بایرن مونیخ در دقیقه ۸۹ مقابل کلن کافی بود تا آنها را با اختلاف گل پیش بیندازد. پس از مسابقه، بلینگهام اشک ریزان هنگام ترک زمین، دوربین‌ها را کنار زد. عملکرد او جایزه بازیکن فصل بوندس لیگا را برای او به ارمغان آورد. بلینگهام که دو سال قبل به مقام نایب قهرمانی رسیده بود، در سال ۲۰۲۳ به پاس عملکردش در فصل ۲۰۲۲-۲۳ برای دورتموند و برای انگلیس در جام جهانی ۲۰۲۲، جایزه کوپا را از آن خود کرد. او اولین انگلیسی بود که این جایزه را دریافت کرد، جایزه‌ای که در مراسم توپ طلای ۲۰۲۳ در ماه اکتبر اهدا شد. او در رأی‌گیری توپ طلا در رتبه هجدهم قرار گرفت. 

### رئال مادرید
در ۱۴ ژوئن ۲۰۲۳، رئال مادرید از امضای قرارداد شش ساله با بلینگهام خبر داد. بوروسیا دورتموند مبلغ پایه انتقال ۱۰۳ میلیون یورو را دریافت خواهد کرد که با احتساب موارد اضافی، این مبلغ می‌تواند ۳۰ درصد افزایش یابد و به حدود ۱۳۳/۹ میلیون یورو برسد که از این مبلغ، بند فروش حدود ۶ میلیون پوند برای بیرمنگام سیتی درآمد خواهد داشت. او ششمین بازیکن انگلیسی شد که در دوران حرفه‌ای به رئال مادرید پیوست. 

### ۲۰۲۳-۲۴: فصل اول و رکوردهای گلزنی
در ۱۲ آگوست ۲۰۲۳، بلینگهام اولین بازی خود را با یک گل از فاصله نزدیک از روی ضربه کرنر در پیروزی ۲-۰ خارج از خانه لالیگا مقابل اتلتیک بیلبائو انجام داد. دو گل و یک پاس گل برای وینیسیوس جونیور در پیروزی ۳-۱ مقابل آلمریا و گل پیروزی مقابل سلتاویگو در دو بازی باقی مانده ماه آگوست، او را به بهترین گلزن لیگ و اولین دریافت کننده جایزه بازیکن ماه لالیگا از انگلیس تبدیل کرد. گل پیروزی دقیقه ۹۵ مقابل ختافه در ۲ سپتامبر در اولین بازی خود در ورزشگاه سانتیاگو برنابئو که به تازگی بازسازی شده بود، بلینگهام را به سومین بازیکنی (پس از کریستیانو رونالدو در فصل ۲۰۰۹-۲۰۱۰ و پپیلو در ۱۹۵۹-۱۹۶۰) تبدیل کرد که در هر چهار بازی رقابتی اول خود برای این باشگاه گلزنی کرده است، بلینگهام در ۱۰ بازی اول خود برای رئال مادرید ۱۰ گل به ثمر رساند و با تعداد گل‌های کریستیانو رونالدو پس از ۱۰ بازی اول خود برای این باشگاه در سال ۲۰۰۹ برابری کرد. در ۲۸ اکتبر، بلینگهام با دو گل، از جمله یک گل در وقت‌های تلف‌شده، رئال مادرید را به پیروزی ۲-۱ در خانه رقیب خود بارسلونا رساند و او را به اولین بازیکن رئال مادرید تبدیل کرد که در اولین بازی‌های خود در لالیگا و لیگ قهرمانان اروپا برای این باشگاه و در ال کلاسیکو گلزنی می‌کند. اولین گل او که از فاصله ۲۷ متری به ثمر رسید، سیصدمین گل باشگاهش در ال کلاسیکو بود و او را به اولین بازیکن انگلیسی تبدیل کرد که از زمان مایکل اوون در سال ۲۰۰۵ در آن مسابقه گلزنی کرده است. بلینگهام با این گل‌ها چندین رکورد را ثبت کرد، مربی او، کارلو آنچلوتی، اظهار داشت: «او مانند یک بازیکن باتجربه به نظر می‌رسد، گل تساوی‌بخش او کاملاً بازی را تغییر داد... امروز او فوق‌العاده بود و با گل فوق‌العاده‌اش از گوشه محوطه جریمه همه را شوکه کرد.» بلینگهام به عنوان بازیکن ماه اکتبر لالیگا انتخاب شد. 
بلینگهام که چند هفته پیش جایزه کوپا را دریافت کرده بود، به عنوان برنده جایزه پسر طلایی سال ۲۰۲۳ انتخاب شد، جایزه‌ای که به بهترین بازیکن مرد زیر ۲۱ سال که در لیگ‌های برتر اروپا در طول یک سال تقویمی بازی می‌کند، اهدا می‌شود. بلینگهام در ۵ نوامبر دچار دررفتگی شانه چپ شد و سه هفته بعد تنها به دلیل بحران مصدومیت در باشگاه، در مقابل کادیز به میادین بازگشت. او با پوشیدن کمربند سنگین، پاس گل اول را داد و گل سوم پیروزی ۳-۰ را به ثمر رساند که مادرید را در صدر جدول قرار داد و مجموع گل‌های شخصی او را از ۱۵ بازی اول به ۱۴ رساند و رکورد باشگاه را که به طور مشترک در اختیار پرودن، آلفردو دی استفانو و کریستیانو رونالدو بود را شکست. در پیروزی ۴-۲ مقابل ناپولی در ۲۹ نوامبر، بلینگهام اولین بازیکنی شد که در هر چهار بازی اول خود در لیگ قهرمانان اروپا برای رئال مادرید گلزنی کرد. 
بلینگهام در ۱۰ فوریه ۲۰۲۴ در پیروزی ۴-۰ مقابل رقیب مدعی قهرمانی لالیگا، خیرونا دو گل به ثمر رساند. او به دلیل اعتراض در پایان تساوی ۲-۲ رئال مادرید با والنسیا در مستایا در ۲ مارس، پس از اینکه گل پیروزی او به دلیل سوت پایان بازی توسط خسوس گیل مانزانو، داور بازی، پذیرفته نشد، از زمین اخراج شد. او در وقت اضافه گل پیروزی را به ثمر رساند تا رئال مادرید در ۲۱ آوریل ال کلاسیکو را ۳-۲ در خانه ببرد. این بیست و یکمین گل او در این فصل بود و او را به بهترین گلزن انگلیسی تاریخ مادرید تبدیل کرد و از لوری کانینگهام و دیوید بکهام پیشی گرفت. روز بعد او به عنوان برنده جایزه ورزشی جهانی لاروس 2024 برای پیشرفت سال معرفی شد. او فصل داخلی خود را به عنوان بهترین گلزن رئال مادرید در لیگ با ۱۹ گل و ۶ پاس گل به پایان رساند و آنها عنوان قهرمانی لالیگا را کسب کردند، عملکردی که جایزه بازیکن فصل لالیگا را برای او به ارمغان آورد. بلینگهام در فینال لیگ قهرمانان اروپا مقابل باشگاه سابقش، بوروسیا دورتموند، پاس گلی برای وینیسیوس جونیور فراهم کرد تا پیروزی ۲-۰ را تکمیل کند. بلینگهام با چهار گل، پنج پاس گل و دقت پاس ۹۰/۵٪، به عنوان بازیکن جوان فصل لیگ قهرمانان اروپا انتخاب شد. عملکرد او با کسب مقام سوم در هر دو نظرسنجی بزرگ آن سال، توپ طلا شناخته شد.

### ۲۰۲۴-۲۰۲۵: فصل دوم و سوپرجام اروپا
در ۱۴ آگوست ۲۰۲۴، بلینگهام فصل دوم خود را در اسپانیا آغاز کرد و پاس گل اولین گل هم‌تیمی جدیدش در رئال مادرید، کیلیان امباپه را داد، زیرا مادرید با نتیجه ۲-۰ آتالانتا را شکست داد و ششمین سوپرجام اروپا را با رکوردی جدید به دست آورد. در ۹ نوامبر، بلینگهام اولین گل خود در این فصل و اولین گل خود برای مادرید از ماه مه ۲۰۲۴ را در یک پیروزی خانگی ۴-۰ مقابل اوساسونا به ثمر رساند. در طول ماه بعد، او گل‌های لیگ را مقابل لگانس، ختافه، اتلتیک بیلبائو و خیرونا به ثمر رساند. در ۱۴ دسامبر، بلینگهام در تساوی ۳-۳ مقابل رایو وایکانو گلزنی کرد و روند گلزنی خود را به شش بازی متوالی در لالیگا رساند و به اولین بازیکن رئال مادرید تبدیل شد که از زمان کریم بنزما در سال ۲۰۱۶ به این مهم دست می‌یابد. پس از این روند، او به عنوان بازیکن ماه دسامبر لالیگا انتخاب شد. در ۱۹ فوریه ۲۰۲۵، بلینگهام پس از دریافت کارت قرمز در تساوی ۱-۱ مادرید مقابل اوساسونا، دو جلسه از همراهی تیمش محروم شد. او پس از اعتراض به تصمیم داوری، به دلیل اعتراض اخراج شد و داور مسابقه بعداً گزارش داد که بلینگهام از الفاظ توهین‌آمیزی علیه او استفاده کرده است. کارلو آنچلوتی، سرمربی تیم، اظهار داشت که داور، خوزه لوئیس مونوئرا مونترو، بلینگهام را به فریاد زدن "لعنتی" متهم کرده است، در حالی که بلینگهام ادعا کرد که او در واقع از روی عصبانیت و نه توهین مستقیم، «لعنتی» گفته است. در ابتدا طبق مقررات فدراسیون فوتبال اسپانیا با محرومیت احتمالی ۱۲ بازی روبرو بود، اما پس از آنکه هیئت حاکمه حکم داد که اقدامات او «بی‌احترامی/بی‌ملاحظگی» بوده و نه توهین، محرومیت او به دو بازی کاهش یافت.

### ۲۰۲۵-۲۰۲۶: جراحی شانه
در ۱۶ ژوئیه ۲۰۲۵، رئال مادرید تأیید کرد که بلینگهام با موفقیت تحت عمل جراحی برای درمان دررفتگی طولانی مدت شانه چپ خود قرار گرفته است، مشکلی که از نوامبر ۲۰۲۳ با آن دست و پنجه نرم می‌کرد. طبق گزارش‌ها، انتظار می‌رود بلینگهام تقریباً ۱۰ تا ۱۲ هفته از میادین دور باشد و شروع فصل ۲۰۲۵-۲۶ لالیگا و همچنین مراحل اولیه مرحله گروهی لیگ قهرمانان اروپا را از دست بدهد و قصد بازگشت به میادین در ماه اکتبر را دارد.

## دوران حرفه‌ای بین‌المللی

### دوران حرفه‌ای جوانان
بلینگهام واجد شرایط بازی برای تیم ملی انگلیس، کشور زادگاهش و همچنین جمهوری ایرلند بود که از طریق پدربزرگ و مادربزرگش به آن راه یافته بود. او اولین بازی خود برای تیم زیر ۱۵ سال انگلستان را در دسامبر ۲۰۱۶ مقابل ترکیه انجام داد. به پاس کاپیتانی‌اش در آن تیم در فصل ۲۰۱۷-۱۸، در شب اهدای جوایز آکادمی بیرمنگام سیتی در سال ۲۰۱۸، جایزه دستاورد ویژه به او اهدا شد. تا پایان سال ۲۰۱۸، او اولین بازی خود را برای تیم زیر ۱۶ سال انگلستان انجام داد و در یازده بازی به میدان رفت، چهار گل به ثمر رساند و کاپیتان تیم بود. او در تیم زیر ۱۷ سال انگلستان برای جام سیرنکا، یک تورنمنت دوستانه که در سپتامبر ۲۰۱۹ به منظور آماده‌سازی برای مسابقات مقدماتی قهرمانی اروپا ۲۰۲۰ در مارس بعدی برگزار شد، قرار گرفت. او اولین بازی خود را به عنوان بازیکن تعویضی در بازی افتتاحیه انگلیس در این مسابقات انجام داد، که با پیروزی ۵-۰ مقابل فنلاند به پایان رسید و او گل سوم را به ثمر رساند، و در بازی دوم کاپیتان تیم بود، که در آن آنها با وجود یک گل عقب افتادن، اتریش را ۴-۲ شکست دادند و به فینال راه یافتند. بلینگهام دوباره گل سوم را به ثمر رساند. او کاپیتانی خود را در فینال حفظ کرد، که در آن انگلیس پس از تساوی ۲-۲، لهستان میزبان را در ضربات پنالتی شکست داد، و بلینگهام به عنوان بازیکن برتر مسابقات انتخاب شد.
بلینگهام اولین دعوت خود را به تیم زیر ۲۱ سال برای مسابقات مقدماتی قهرمانی اروپا مقابل کوزوو و اتریش در سپتامبر ۲۰۲۰ دریافت کرد. او جوان ترین بازیکنی شد که برای تیم زیر ۲۱ سال انگلیس به میدان رفت، زمانی که در دقیقه ۶۲ بازی مقابل کوزوو در ۴ سپتامبر، در حالی که انگلیس ۳-۰ پیش بود، به جای تام دیویس وارد زمین شد و پس از ۸۵ دقیقه گلزنی کرد تا پیروزی ۶-۰ را تکمیل کند. 

### دوران حرفه‌ای بزرگسالان
در نوامبر ۲۰۲۰، پس از اینکه جیمز وارد پروس و ترنت الکساندر آرنولد به دلیل مصدومیت از میادین دور شدند، بلینگهام برای اولین بار به تیم بزرگسالان انگلیس دعوت شد. او اولین بازی خود را در یک بازی دوستانه مقابل جمهوری ایرلند در ومبلی در ۱۲ نوامبر انجام داد و پس از ۷۳ دقیقه از پیروزی ۳-۰، جایگزین میسون مونت شد. در ۱۷ سال و ۱۳۶ روز، او سومین بازیکن جوان تیم ملی انگلیس شد؛ تنها تئو والکات و وین رونی در سنین کمتری به میدان رفته بودند. بلینگهام در تیم ملی انگلیس برای مسابقات یورو ۲۰۲۰ که به دلیل همه‌گیری کووید-19 تا ژوئن ۲۰۲۱ به تعویق افتاد، قرار گرفت، وقتی او در بازی افتتاحیه انگلیس، که با پیروزی ۱-۰ مقابل کرواسی در ومبلی در ۱۳ ژوئن برگزار شد، به عنوان بازیکن تعویضی در دقیقه ۸۲ به میدان آمد، در حالی که ۱۷ سال و ۳۴۹ روز سن داشت، هم جوان‌ترین بازیکن انگلیسی بود که در یک تورنمنت بزرگ بازی کرده و هم جوان‌ترین بازیکن از هر ملیتی بود که در مسابقات قهرمانی اروپا بازی کرده است. رکورد اخیر تنها شش روز بعد توسط کاسپر کوزلوفسکی لهستانی شکسته شد. 
اولین گل ملی بلینگهام در رده بزرگسالان، با ضربه سر از سانتر لوک شاو که در پیروزی ۶-۲ انگلیس مقابل ایران در اولین بازی جام جهانی ۲۰۲۲ در ۲۱ نوامبر به ثمر رسید، او را به دومین گلزن جوان انگلیس در جام جهانی تبدیل کرد. او همچنین به هری کین پاس داد و او هم با سانتر، رحیم استرلینگ را صاحب سومین گل انگلیس کرد و پاس در عمقی را به کالوم ویلسون داد که گل ششم انگلیس را برای جک گریلیش به ثمر رساند. او این کار را در بازی یک هشتم نهایی مقابل سنگال با دویدن از میان مدافعان و دادن پاس گل به جردن هندرسون در دقیقه ۳۸ دنبال کرد و نقش کلیدی در گل هری کین در وقت‌های تلف شده نیمه اول داشت و به فیل فودن پاس گل داد.

### یورو ۲۰۲۴ یوفا
بلینگهام در فهرست ۲۶ نفره انگلیس برای یورو ۲۰۲۴ قرار گرفت. ضربه سر قدرتمند او روی سانتر بوکایو ساکا، پیروزی ۱-۰ "سه شیرها" را مقابل صربستان رقم زد و او به عنوان بازیکن برتر مسابقه انتخاب شد. 
او در مرحله یک هشتم نهایی مقابل اسلواکی با یک ضربه برگردان در دقیقه ۹۵ گل زد تا نتیجه ۱-۱ مساوی شود و بازی به وقت اضافه کشیده شود. انگلیس ۲-۱ پیروز شد و بلینگهام دوباره به عنوان بازیکن مسابقه انتخاب شد. پس از به ثمر رساندن گل تساوی، بلینگهام با گرفتن کشاله ران خود به سمت نیمکت ذخیره‌های حریف اشاره کرد و ادعا کرد که این یک شوخی داخلی با «برخی از دوستان نزدیک» بوده است. پس از تحقیقات، یوفا دریافت که او «قوانین اولیه رفتار شایسته را نقض کرده است»، او را ۳۰۰۰۰ یورو جریمه کرد و محرومیت یک جلسه‌ای به مدت ۱۲ ماه برای او اعمال کرد. 
بلینگهام ۱۲۰ دقیقه کامل بازی یک چهارم نهایی مقابل سوئیس را انجام داد و ضربه دوم پنالتی را که انگلیس با نتیجه ۵ بر ۳ برنده شد، به ثمر رساند. انگلیس به فینال رسید و در آنجا با اسپانیا روبرو شد که کمی پس از پایان نیمه اول پیش افتاد. بلینگهام پاس ساکا را به کول پالمر رساند که در دقیقه ۷۳ بازی را به تساوی کشاند، اما اسپانیا گل پیروزی‌بخش دیرهنگام را به ثمر رساند و انگلیس مسابقات را به عنوان نایب قهرمان به پایان رساند. 

## آمار ملی

### بازی‌های ملی
تا تاریخ ۱۷ نوامبر ۲۰۲۴
| انگلستان | انگلستان | انگلستان | انگلستان |
| سال      | بازی     | گل       | پاس گل   |
| -------- | -------- | -------- | -------- |
| ۲۰۲۰     | ۱        | ۰        | ۰        |
| ۲۰۲۱     | ۹        | ۰        | ۰        |
| ۲۰۲۲     | ۱۲       | ۱        | ۲        |
| ۲۰۲۳     | ۵        | ۱        | ۳        |
| ۲۰۲۴     | ۱۳       | ۴        | ۳        |
| مجموع    | ۴۰       | ۶        | ۶        |

#### گل‌های ملی
| شماره | تاریخ           | میزبان    | بازی ملی | حریف     | نتیجه | رقابت                 |
| ----- | --------------- | --------- | -------- | -------- | ----- | --------------------- |
| ۱     | ۲۱ نوامبر ۲۰۲۲  | الریان    | ۱۸       | ایران    | ۶–۲   | جام جهانی ۲۰۲۲ قطر    |
| ۲     | ۱۲ سپتامبر ۲۰۲۳ | گلاسگو    | ۲۶       | اسکاتلند | ۱–۳   | دوستانه               |
| ۳     | ۲۶ مارس ۲۰۲۴    | لندن      | ۳۰       | بلژیک    | ۲–۲   | دوستانه               |
| ۴     | ۱۶ ژوئن ۲۰۲۴    | گلزنکیرشن | ۳۱       | صربستان  | ۰–۱   | یوروکاپ ۲۰۲۴ آلمان    |
| ۵     | ۳۰ ژوئن ۲۰۲۴    | گلزنکیرشن | ۳۴       | اسلواکی  | ۲–۱   | یوروکاپ ۲۰۲۴ آلمان    |
| ۶     | ۱۰ اکتبر ۲۰۲۴   | دوبلین    | ۳۷       | یونان    | ۱–۲   | لیگ ملت‌های اروپا ۲۰۲۴ |

## افتخارات

### باشگاهی

#### دورتموند
- جام حذفی آلمان (۱): ۲۱–۲۰۲۰[۱۳]

#### رئال مادرید
- سوپرجام اسپانیا (۱): ۲۰۲۴[۱۴]
- لا لیگا اسپانیا (۱): ۲۴–۲۰۲۳
- لیگ قهرمانان اروپا (۱): ۲۴–۲۰۲۳
- سوپر جام اروپا  ۲۰۲۴
- جام بین قاره‌ای فیفا ۲۰۲۴

### ملی

#### زیر ۱۷ سال انگلستان
- جام سیرنکا: ۲۰۱۹[۱۵]

#### انگلستان
- نایب قهرمان جام ملت‌های اروپا (۲):۲۰۲۰، ۲۰۲۴[۱۶]

### فردی
- بهترین گل فصل بیرمنگام سیتی (۱): ۲۰۱۸
- جایزه کوپا (۱): ۲۰۲۳
- جایزه پسر طلایی (۱): ۲۰۲۳
- جایزه بازیکن نوظهور سال گلوب ساکر:۲۰۲۳[۱۷]
- جایزه مارادونا گلوب ساکر: ۲۰۲۴
- بهترین هافبک سال گلوب ساکر: ۲۰۲۴
- جزو تیم ۱۱ مردان جهان فیفا: ۲۰۲۴
- بهترین بازیکن جوان فدراسیون بین‌المللی تاریخ و آمار فوتبال (۲):۲۰۲۲،[۱۸] ۲۰۲۳[۱۹]
- جزو تیم منتخب زیر ۲۰ سال فدراسیون بین‌المللی تاریخ و آمار فوتبال (۳): ۲۰۲۱،[۲۰] ۲۰۲۲،[۲۱] ۲۰۲۳[۲۲]
- جزو تیم منتخب فدراسیون بین‌المللی تاریخ و آمار فوتبال (۱): ۲۰۲۳[۲۳]
- بهترین بازیکن ماه لا لیگا (۲): اوت ۲۰۲۳،[۲۴] اکتبر ۲۰۲۳[۲۵]
- جایزه بهترین پدیده ورزشی سال لوریوس: ۲۰۲۴